# العلاقات الصينية النيوزيلندية
العلاقات الصينية النيوزيلندية هي العلاقات الثنائية التي تجمع بين الصين ونيوزيلندا.

## مقارنة بين البلدين
هذه مقارنة عامة ومرجعية للدولتين:
| وجه المقارنة                                              | الصين                    | نيوزيلندا                                              |
| --------------------------------------------------------- | ------------------------ | ------------------------------------------------------ |
| المساحة (كم2)                                             | 9.60 مليون               | 268.02 ألف                                             |
| عدد السكان (نسمة)                                         | 1.33 مليار               | 4.24 مليون                                             |
| الكثافة السكانية (ن./كم²)                                 | 138.54                   | 15.82                                                  |
| العاصمة                                                   | بكين                     | ويلينغتون، أوكلاند                                     |
| اللغة الرسمية                                             | اللغة الصينية القياسية   | لغة إنجليزية، اللغة الماورية، لغة الإشارة النيوزيلندية |
| العملة                                                    | رنمينبي                  | دولار نيوزيلندي، الجنيه النيوزيلندي                    |
| الناتج المحلي الإجمالي (بليون دولار)                      | 12.24 تريليون            | 205.85 مليار                                           |
| الناتج المحلي الإجمالي (تعادل القوة الشرائية) بليون دولار | 19.82 تريليون            |                                                        |
| الناتج المحلي الإجمالي الاسمي للفرد دولار أمريكي          | 8.03 ألف                 |                                                        |
| الناتج المحلي الإجمالي للفرد دولار أمريكي                 | 13.21 ألف                |                                                        |
| مؤشر التنمية البشرية                                      | 0.728                    | 0.914                                                  |
| رمز المكالمات الدولي                                      | +86                      | +64                                                    |
| رمز الإنترنت                                              | .cn، .中国 ‏، .中國 ‏      | .nz                                                    |
| المنطقة الزمنية                                           | توقيت الصين، ت ع م+08:00 | ت ع م+13:00، ت ع م+12:00                               |

## مدن متوأمة
في ما يلي قائمة باتفاقيات التوأمة بين مدن صينية ونيوزيلندية:
- ترتبط تشينغداو مع أوكلاند باتفاقية توأمة منذ 22 يناير 2013.[12][12][12][12]
- ترتبط شيان مع لور هوت باتفاقية توأمة منذ 10 مايو 1974.
- ترتبط مقاطعة وو زهونغ [الإنجليزية]‏ مع روتوروا باتفاقية توأمة.
- ترتبط Jiading, Shanghai [الإنجليزية]‏ مع Hauraki District [الإنجليزية]‏ باتفاقية توأمة.
- ترتبط غوانزو مع Auckland City [الإنجليزية]‏ باتفاقية توأمة منذ 13 نوفمبر 2009.[13][13][13][13]
- ترتبط تشانغتشون مع ماسترتون [الإنجليزية]‏ باتفاقية توأمة منذ 2 يونيو 1994.[14][15][16][17]
- ترتبط نينغبو مع أوكلاند باتفاقية توأمة منذ 25 أكتوبر 1986.
- ترتبط ووهان مع كرايستشرش باتفاقية توأمة منذ 2009.[18][18][18]
- ترتبط تايتشو مع لور هوت باتفاقية توأمة منذ 2001.[19]
- ترتبط يانغتشو مع بوريريوا [الإنجليزية]‏ باتفاقية توأمة منذ 1997.
- ترتبط بكين مع Wellington City  [لغات أخرى]‏ باتفاقية توأمة منذ 14 مارس 1979.
- ترتبط شيامن مع Wellington City  [لغات أخرى]‏ باتفاقية توأمة منذ 23 يونيو 2006.[18][18]
- ترتبط سوجو مع تاوبو [الإنجليزية]‏ باتفاقية توأمة منذ 14 يونيو 2005.
- ترتبط ووشي مع هاميلتون باتفاقية توأمة منذ 6 أكتوبر 1985.[20]
- ترتبط شانغهاي مع دنيدن باتفاقية توأمة منذ 1974.[21][21][21][21]
- ترتبط ويهاي مع تيمارو [الإنجليزية]‏ باتفاقية توأمة.
- ترتبط يانيونغانغ مع نيبيار باتفاقية توأمة.
- ترتبط لانتشو مع كرايستشرش باتفاقية توأمة منذ 5 أغسطس 1982.[22][23][22][23]

## منظمات دولية مشتركة
يشترك البلدان في عضوية مجموعة من المنظمات الدولية، منها:
| علم المنظمة | اسم المنظمة                                      | تاريخ انضمام الصين | تاريخ انضمام نيوزيلندا |
| ----------- | ------------------------------------------------ | ------------------ | ---------------------- |
|             | بنك التنمية الآسيوي                              | 1986               | 1966                   |
|             | وكالة ضمان الاستثمار متعدد الأطراف               | 30 أبريل 1988      | 22 أبريل 2008          |
|             | الأمم المتحدة                                    | 25 أكتوبر 1971     | 24 أكتوبر 1945         |
|             | الفريق المعني برصد الأرض                         | ?                  | ?                      |
|             | منظمة حظر الأسلحة الكيميائية                     | ?                  | ?                      |
|             | منظمة التجارة العالمية                           | 11 ديسمبر 2001     | ?                      |
|             | منظمة الشرطة الجنائية الدولية                    | ?                  | ?                      |
|             | مؤسسة التنمية الدولية                            | 24 سبتمبر 1960     | 1 أكتوبر 1974          |
|             | يونسكو                                           | 4 نوفمبر 1946      | 4 نوفمبر 1946          |
|             | الاتحاد البريدي العالمي                          | ?                  | ?                      |
|             | البنك الدولي للإنشاء والتعمير                    | 27 ديسمبر 1945     | 31 أغسطس 1961          |
|             | منتدى آسيان الإقليمي ‏                            | ?                  | ?                      |
|             | المنظمة الهيدروغرافية الدولية                    | ?                  | ?                      |
|             | الاتحاد الدولي للاتصالات                         | 1 سبتمبر 1920      | 3 يونيو 1878           |
|             | مؤسسة التمويل الدولية                            | 15 يناير 1969      | 31 أغسطس 1961          |
|             | المركز الدولي لتسوية المنازعات الاستشارية        | 6 فبراير 1993      | 2 مايو 1980            |
|             | مجموعة الموردين النوويين                         | ?                  | ?                      |
|             | منتدى التعاون الاقتصادي لدول آسيا والمحيط الهادئ | 2 أكتوبر 1991      | 6 نوفمبر 1989          |

## وصلات خارجية
- موقع وزارة الخارجية الصينية
- موقع وزارة الخارجية النيوزيلندية